# Nombre semi-parfait

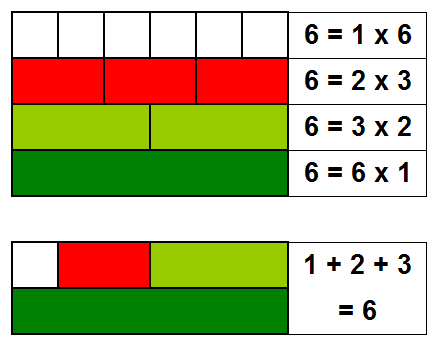
6 est un nombre semi-parfait (et même parfait), car il est égal à la somme de 1, 2 et 3 qui sont tous des diviseurs stricts de 6.

En mathématiques, un nombre semi-parfait ou nombre pseudoparfait est un entier naturel non nul {\displaystyle n} qui est égal à la somme de certains ou de tous ses diviseurs stricts.
Les premiers nombres semi-parfaits sont 6, 12, 18, 20, 24, 28, 30, 36, 40… (suite A005835 de l'OEIS). 
Par exemple, 12 est semi-parfait car {\displaystyle 12=1+2+3+6} (il manque le diviseur 4). 

## Propriétés
Tout multiple d'un nombre semi-parfait est semi-parfait ; un semi-parfait qui n'est pas multiple strict d'un semi-parfait est dit primitif.  
Tout nombre de la forme {\displaystyle 2^{m}p} où {\displaystyle m} est un entier naturel et {\displaystyle p} un nombre premier tels que {\displaystyle p<2^{m+1}}est semi-parfait. 
Les nombres semi-parfaits comprennent les nombres parfait (égaux à la somme de leurs diviseurs stricts) et ceux qui ne sont pas parfaits sont abondants (strictement inférieurs à la somme de leurs diviseurs stricts).
On ne connait pas de nombre parfait impair, mais il existe des semi-parfaits impairs dont le plus petit est 945.
Un nombre abondant qui n'est pas semi-parfait est appelé un nombre étrange.